# Джонс, Лерой (боксер)
Лерой Джонс (англ. Leroy Jones; 10 февраля 1950, Меридиан, штат Миссисипи — 11 июля 2010, Лос-Анджелес, штат Калифорния) — американский боксёр-профессионал, выступавший в тяжёлой весовой категории. Прославился конкурентными боями со звёздами профессионального бокса 1970—х годов.  Бывший претендент на звание чемпиона мира по версии WBC. Единственное поражение в карьере потерпел от действующего на тот момент чемпиона мира Ларри Холмса.

## Биография
Лерой Джонс родился 10 февраля 1950 года в городе Меридиан (штат Миссисипи). В середине 1950-х его семья покинула территорию штата Миссисипи и переехала в Нью-Йорк. Семья обосновалась в боро Бруклин, в районе, населённым в основном  цветными меньшинствами и прочими деклассированными элементами, которые вели криминальный образ жизни, имели низкий социальный статус и низкий уровень образования. В школьные годы Лерой много времени проводил на улице. Из-за криминогенной ситуации он нередко участвовал в разрешении конфликтных ситуаций с учениками из других школ посредством драк. В уличных боях Джонс заработал репутацию в округе как одного из самых сильных бойцов и в середине 1960-х годов решил серьёзно заняться боксом. Джонс посещал школу «Boys High School», которую окончил в 1968 году. В школьные годы  его одноклассником и одним из близких друзей был Лайл Альзадо, известный в будущем  профессиональный игрок в американский футбол. В 1971 году он принял участие в местном ежегодном турнире по любительскому боксу «Золотые перчатки», который выиграл, победив в финале небитого Джона Холлоуэя. На следующий год, Джонс повторил свой успех, снова выиграв турнир, победив в финале Натана Томпсона. В том же году Лерой принял участие в отборочном турнире за право попадания в основной состав олимпийской сборной США и выступить на Летних Олимпийских играх 1972 года. В отборочном турнире Джонс дошёл до полуфинала, где потерпел поражение нокаутом от будущего победителя турнира и на тот момент восходящей звезды бокса Дуэйна Бобика. Несмотря на это, он обратил на себя внимание главного тренера основного состава Олимпийской сборной США по боксу Бобби Льюиса, который предложил Джонсу стать его тренером, на что Джонс ответил согласие и переехал к Льюису в город Денвер (штат Колорадо). В 1973 году он принял участие в товарищеских матчах по боксу между командами США и СССР, где нанес поражение техническим нокаутом советскому боксеру Юрию Нестерову. В том же году Лерой Джонс принял участие в национальном турнире «Золотые Перчатки», где принимали участие лучшие боксеры страны со всех штатов, однако Джонс провел турнир неудачно, потерпев поражение на ранней стадии турнира от перспективного Ника Уэллса. По окончании турнира Джонс провел ещё три боя на любительском уровне, в которых одержал победы, после чего по совету своего тренера решил заняться профессиональной карьерой.

## Профессиональная карьера
Первый профессиональный бой Лерой Джонс провел 30 июля 1973 года против начинающего боксера Джона Скроггинса, которого он победил техническим нокаутом, одержав первую победу в карьере. 10 января 1974 года Джонс вышел на ринг против небитого Ларри Фрейзера, в активе которого было 6 боев, в которых он одержал 6 побед. В бою Джонс выглядел неубедительно и одержал победу по очкам. После победы над Фрейзером, в течение 1974 года Лерой Джонс провел ещё 8 боев в основном против слабых или начинающих боксеров, во всех которых одержал победы. Несмотря на этот результат, Джонс заработал репутацию достаточно техничного, обладающего большой выносливостью боксера, но не обладающего сильным ударом, так как 3 победы он одержал по очкам в боях против не самых сильных соперников, а в четырёх других ему была присуждена победа техническим нокаутом. 29 января 1975 года Джонс встретился с малоизвестным Рико Бруксом, который на тот момент являлся самым опытным противником Джонса. В своем активе Брукс имел 33 боя, в которых потерпел 20 поражений. Несмотря на это, Брукс сумел навязать Джонсу тяжелый встречный бой и проиграл его по очкам. В марте 1975 года  Лерой встретился с опытным, крепким середняком Джорджем Джонсоном, который имел в своем активе 51 бой, среди которых были бои против Джо Фрейзера, Джо Багнера, Сонни Листона, Джорджа Формана и Джерри Куарри. Бои против Фрейзера и Багнера Джонсон достойно проиграл по очкам. В бою с Лероем Джонсом, Джордж Джонсон сумел подтвердить свою репутацию и навязал оппоненту встречный бой, но Джонс выглядел лучше. По окончании 10 раундов решением большинства голосов, победу по очкам была присуждена Лерою Джонсу.
После этой победы Лерой провел свой второй бой с Ларри Фрейзером, которого снова победил по очкам, после чего нокаутировал малопримечательного Арта Робинсона, одержав первую победу нокаутом за последние шесть поединков. В марте 1976 года Джонс вышел на ринг против перспективного Джоди Балларда, который имел неплохой послужной список. Баллард имел в своем активе 26 боев, в которых одержал 22 победы, но в бюо с Лероем Джонсом он потерпел сокрушительное поражение. Джонс избивал его весь поединок, послав в нокдаун трижды в четвёртом раунде, после чего поединок был остановлен и победа техническим нокаутом была присуждена Джонсу. В июле 1976 года Джонс отправился в Сан-Диего, где встретился с аргентинским боксером Педро Лауэллом. Лауэлл продемонстрировал в бою неплохой потенциал и был близок к победе. По окончании 9 раундов, судьи дали спорную ничью. После этого Джонс победил малопримечательного Роя Уоллеса, после чего в марте 1977 года вышел на ринг против перспективного и техничного Джона Дино Дениса, который на тот момент считался самым опасным соперником в карьере Джонса. Джон Дино Денис до боя с Джонсом провел 30 боев, в которых потерпел всего одно поражение, которое ему нанес Джордж Форман. Бой с Джоном Дино Денисом Лерой Джонс провел на дальней дистанции с обилием джебов и клинчей, благодаря чему ему удалось «перестучать» оппонента и одержать очередную победу по очкам. Следующий бой Джонс провел против малоопытного Грегори Джонсона, который проводил всего лишь 12-й бой в своей карьере. Несмотря на это, Джонсу не удалось его нокаутировать и он снова победил по очкам.
После ряда неубедительных результатов, с целю повысить свой рейтинг, Джонс провел ряд поединков с сильными бойцами. В августе 1978 года он отправился в Лас-Вегас, где встретился с будущим чемпионом мира Майком Уивером, которого снова победил по очкам. В январе 1979 года Лерой встретился с Фили Моала, который слыл довольно приличным бойцом и имел в своем послужном списке 14 боев, в которых одержал 11 побед. Моала сумел послать Джонса в нокдаун в 1-м раунде. Это был первый нокдаун в карьере Джонса, несмотря на это Фили Моала не сумел развить свой успех. Джонс успел встать с канваса на счет 10 и дотянуть до спасительного гонга. В перерыве между раундами он смог восстановиться и в дальнейшем навязать Моала тяжелый встречный бой. К концу поединку Моала стал уставать и последние раунды поединка прошли под небольшим преимуществом Лероя Джонса. По окончании 9 раундов, судьи решением большинства голосов присудили победу по очкам Джонсу. После боя с Моала Джонс занял 5-ю позицию в рейтинге WBC. В этот период по разным причинам отказались от проведения боя с ним такие боксеры как Кен Нортон, Джиммия Янг и Ларри Холмс. Следующий бой Лерой Джонс против  Гарри Террела, которого победил по очкам, после чего провел бой против опытного Джеймса Битти, в активе которого было 49 боев и 40 побед. Бой против Битти стал одним из лучших в карьере Джонса. Он избивал оппонента весь поединок и нокаутировал его в 4-м раунде. Осенью 1979 года, объявили о завершении профессиональной карьеры Эрни Шейверс и Кен Нортон, благодаря чему имея в своем послужном списке 24 победы и ни одного поражения, в конце 1979 года Джонс вошёл в число топ-тяжеловесов и из-за неудачных результатов других боксеров занял 2-ю позицию в рейтинге WBC, вследствие чего стал основным претендентом на титул чемпиона мира по версии WBC, которым обладал Ларри Холмс.

## Чемпионский бой с Ларри Холмсом
Бой «Ларри Холмс - Лерой Джонс» состоялся 31 марта 1980 года в Лас-Вегасе. Перед поединком, Холмс негативно отозвался об оппоненте, заявив что Джонс на протяжении своей профессиональной карьеры провел мало боев против приличных соперников и не заслуживает права претендовать на чемпионский пояс. По мнению Холмса, тяжелая весовая категория бокса после ухода из бокса таких бойцов как Кен Нортон и Эрни Шейверс - испытывала кризис, благодаря чему такие боксеры как Скотт Леду, Майк Уивер, Рон Лайл и Лерой Джонс получили право стать претендентами на титул чемпиона мира. Однако в бою с Ларри Холмсом Лерой Джонс продемонстрировал свои лучшие профессиональные качества. Вопреки пронозам скептиков и критиков Лероя Джонса, бой за звание ччемпиона мира между ним и Холмсом выдался зрелищным. На ринг против чемпиона мира Джонс вышел с небольшим перевесом. Он был выше Холмса и в течение поединка пытался использовать во время атак свое преимущество в росте, несмотря на то, что проигрывал сопернику в размахе рук. Начало боя прошло да дальней дистанции.
Вопреки прогнозам экспертов, Джонс с первых секунд боя кинулся атаковать Холмса. В конце второго боя Джонсу удалось загнать чемпиона в угол ринга, но развить свой успех не смог. В конце 2-го раунда оба боксера ввязались в открытый бой, между ними произошёл обмен силовыми ударами, в котором преуспел Холмс. Ему удалось потрясти Лероя и рассечь ему левый глаз, в результате чего у Джонса появилась гематома. В третьем раунде Холмсу также удалось несколько раз потрясти Джонса, однако в конце раунда инициатива перешла к Джонсу, которому удалось снова оттеснить чемпиона к канатам, но развить успех ему помешал гонг. В начале 4-го раунда   Холмс продолжал доминировать в бою, несколько его атак увенчались успехом, благодаря чему на левом глазу Джонса образовалась гематома, однако Джонс продемонстривовав неузарядную стойкость и выносливость, в конце раунда пошёл в атаку, оттеснил Холмса к канатам, после чего между боксерами произошёл очередной обмен силовыми ударами. В 5-м раунде Холмс ушёл в оборону, отдав инициативу Джонсу, который в течение  раунда постоянно атаковал, пытаясь прижать Холмса к канатам, выкидывая большое количество ударов, которые главным образом приходилось по защите чемпиона, который продемонстрировал великолепную защиту. В 6-м раунде Ларри Холмс продолжил доминировать в бою. Во время атак удары Холмса достигали цели, после чего Джонс начал сильно уставать. В 7-м раунде Холмс снова ушёл в оборону и отдал инициативу Джонсу, который провел несколько комбинаций, выкидывая при большое количество ударов.
Проигрывая в скорости и техничности чемпиону, он нарывался на встречные контратаки и начал пропускать удары Холмса с близкой дистанции. В конце раунда боксеры ввязались в открытый бой и обменялись силовыми ударами, в котором снова преуспел чемпион. В 8-м раунде  Джонс в попытке нокаутировать Холмса снова  попытался навязать Холмсу открытый бой. Холмс выкидывал большое количество ударов, которые попадали в цель, в то время как все контратки Лероя Джонса были безуспешными, в результате чего к концу раунда он заметно устал. В конце раунда Холмсу удалось прижать Джонса к канатам, после чего он начал его методично избивать. Видя что Лерой почти не отвечает на удары, рефери вмешался и остановил бой за 2 секунды до окончания 8-го раунда, присудив победу техническим нокаутом Ларри Холмсу. Решение судьи вызвало неоднозначную реакцию общественности. Публика была в негодовании и осудила действия судьи, освистав  его после того, как он остановил бой. Команда Лероя Джонса была также возмущена решением судьи. По мнению тренеров Лероя Джонса , судья принял поспешное решение, ссылаясь на то, что Джонс за две секунды до окончания раунда не мог  быть нокаутирован Холмсом, имел бы минуту отдыха между раундами для того чтобы восстановиться и выйти продолжать бой в 9-м раунде. За бой против Ларри Холмса Лерой Джонс заработал 250 000 долларов.
Весной 1980 года Джонс начал испытывать проблемы со зрением и обратился в больницу. В ходе медицинского освидетельствования было установлено, что во время боя с Холмсом, Лерой повредил левый глаз, у которого произошло отслоение сетчатки, вследствие чего он ушёл из бокса на два года, в течение которых проходил длительный курс лечения. Летом 1982 года Лерой Джонс решил вернуться в бокс, однако к тому моменту он далеко уступал самому себе образца конца 1970-х, его скорость и техничность заметно упали, а вес составил рекордные 137 килограммов. 26 августа 1982 года он вышел на ринг против малоизвестного Джеффа Шелбурга, которого нокаутировал во 2-м раунде. После поражения от Джонса Джефф Шелбург ушёл из бокса. Несмотря на этот впечатляющий результат, после этого боя Лерой Джонс заявил о потере мотивации и ссылаясь на проблемы со здоровьем ушёл из бокса окончательно.

## Смерть
После завершения карьеры, Лерой Джонс вел уединенный образ жизни и избегал публичности, благодаря чему о его дальнейшей жизни после завершения карьеры известно крайне мало. Последние годы жизни Джонс провел Лос-Анджелесе (штат Калифорния), где умер 11 июля 2010 года в возрасте 60 лет.